# نایل‌ست
نایل‌ست یا نیل‌ست یک مجموعهٔ ماهواره‌ای است که در مدارهای ۷درجه غربی قرار دارد. این ماهواره‌ها متعلق به کشور مصر می‌باشند. ماهواره‌های یوتل‌ست ۷ وست ای در مدار ۷/۳ درجه غربی و یوتل‌ست ۸ وست بی و یوتل ست ۹و یوتل ست ۳۶آ.ب و یوتل ست ۱۰آ در مدار ۸ درجه غربی هم‌جهت با نایل‌ست قابل دریافت هستند.

## نایل‌ست ۱۰۱
ماهواره نایل‌ست ۱۰۱ در تاریخ ۲۸/۰۴/۱۹۹۸ توسط موشک آریان ۴ در مدار ۷ درجه غربی قرارگرفت. ماموریت این ماهواره در فوریه ۲۰۱۳ به پایان رسید.

## نایل‌ست ۱۰۲
ماهواره نایل‌ست ۱۰۲ در تاریخ ۱۷/۰۸/۲۰۰۰ توسط موشک آریان ۴ در مدار ۷ درجه غربی قرارگرفت. ماموریت این ماهواره در سال ۲۰۱۵ به پایان رسید.

## نایل‌ست ۱۰۳
در سال ۲۰۰۶ ماهواره هاتبرد ۴ به مدار ۷ درجه غربی منتقل شد و به نایلست ۱۰۳ یا آتلانتیک برد ۴ تغییر نام داد. در سال ۲۰۰۹ این ماهواره به مدار ۱۶ درجه شرقی منتقل شد و به یوروبرد ۱۶ تغییر نام داد. در سال ۲۰۱۲ این ماهواره به یوتل‌ست ۱۶ بی تغییر نام داد.

## نایل‌ست ۲۰۱
ماهواره نایل‌ست ۲۰۱ در تاریخ ۰۴/۰۸/۲۰۱۰ توسط موشک آریان ۵ در مدار ۷ درجه غربی قرار گرفت.

## نایل‌ست ۱۰۴
ماهواره نایل‌ست ۱۰۴ یا آتلانتیک برد ۷ یا یوتل‌ست ۷ وست ای در تاریخ ۲۴/۰۹/۲۰۱۱ در مدار ۷/۳ درجه غربی قرار گرفت.